# Cestrum gardneri
Cestrum gardneri är en potatisväxtart som beskrevs av Sendt. Cestrum gardneri ingår i släktet Cestrum och familjen potatisväxter. Inga underarter finns listade i Catalogue of Life.